# Лотто, Изидор
Изидор Лотто (пол. Izydor Lotto; 22 декабря 1840 — 13 июля 1927) — польский скрипач и музыкальный педагог.
Учился в Парижской консерватории у Ламбера Массара (скрипка) и Амбруаза Тома (композиция). Дал первый концерт в Варшаве в 1857 г. В 1862 г. получил место скрипача и камерного музыканта при дворе герцога Саксен-Веймарского. С 1872 г. преподавал в Страсбургской консерватории. В 1880 г. вернулся в Польшу и на протяжении многих лет преподавал в Варшавской консерватории. Среди его учеников, в частности, Бронислав Губерман, Ричард Бургин.
Композиторское наследие Лотто, более или менее забытое, берёт отсчёт с Фантазии на тему российского национального гимна Op. 1 (Лейпциг, 1861) и включает пять скрипичных концертов, фантазии, вариации и иные концертные пьесы для скрипки, каденции к концертам Виотти, Паганини, Мендельсона.
Иосиф Левин опубликовал некролог Лотто под названием «Лотто — друг королей» (англ. Lotto – Friend of Kings) в газете «American Hebrew».